# Inadome Sukenao

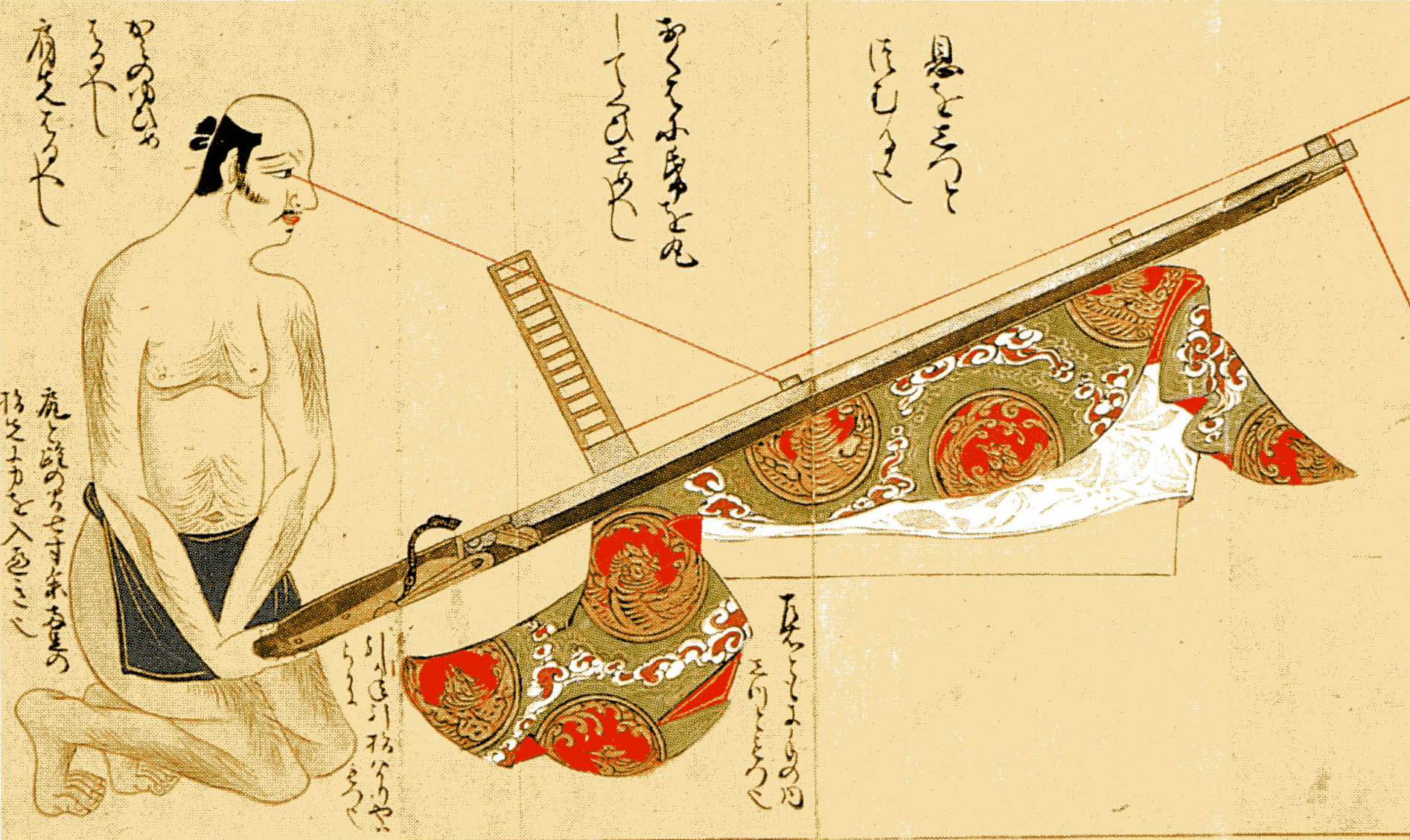
Aus Inadomes Notizbuch

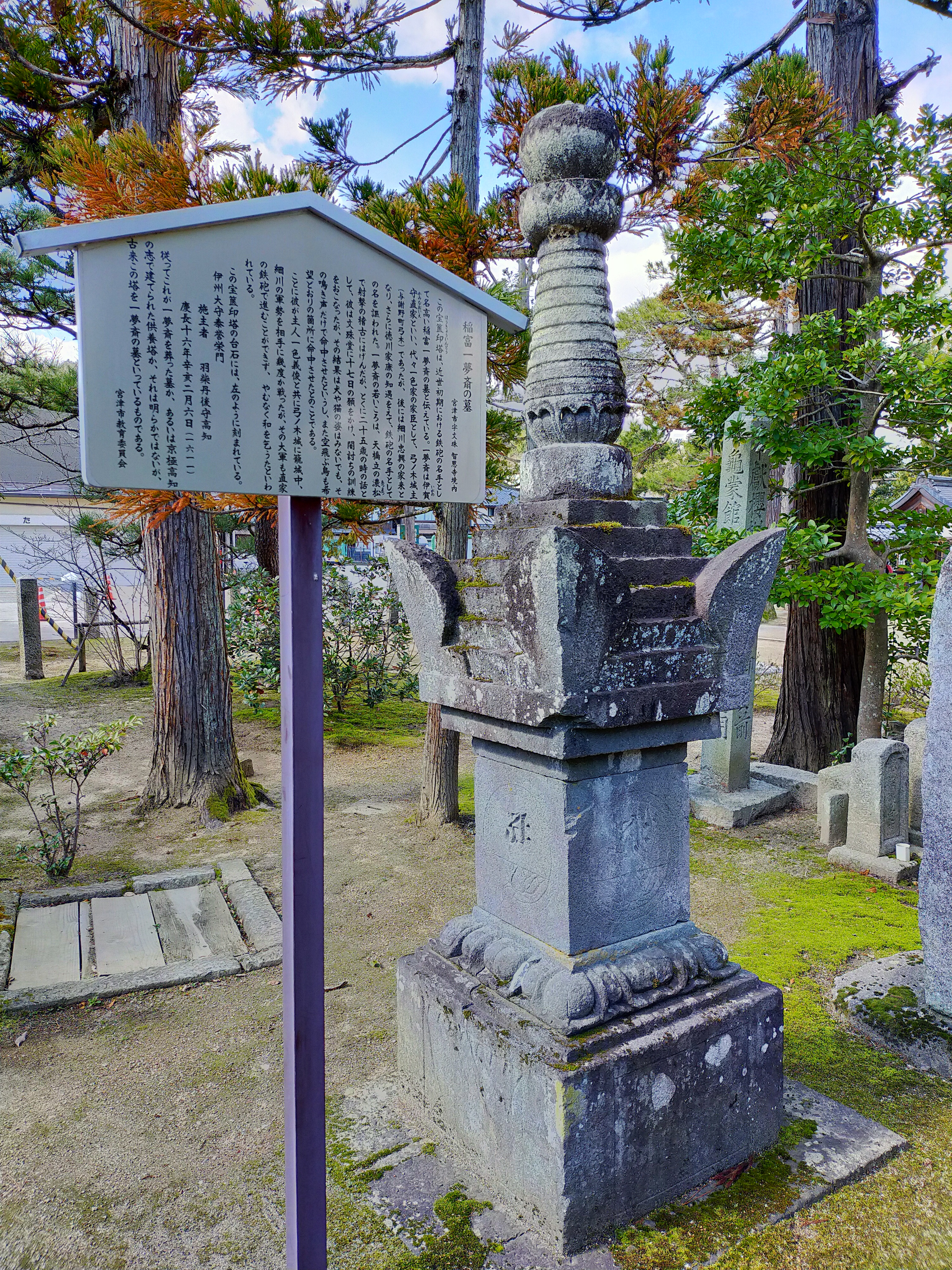
Inadomes Grab

Inadome Sukenao (japanisch 稲富 祐直; geboren 1552 in der Provinz Tango; gestorben 29. März 1611) war ein japanischer Gewehrtechniker der frühen Edo-Zeit.

## Leben und Wirken
Inadome Sukenao, sein Nachname wird manchmal als „Inatomi“ gelesen, hatte verschiedene Vornamen, wie Ienao (家直), Naoie (直家), Sukenao (祐直) und später  Ichimu (一夢). Sein Vater war Inadome Naohide (稲富 直秀). Sukenao diente zunächst dem Samurai Isshiki Yoshisada (一色 義定; gest. 1580), später jedoch Hosokawa Tadaoki (1563–1646), unter dem er eine wichtige Stellung erhielt.
Inadome Naotoki (稲富 直時), sein Großvater, erlernte das Schießen von Sasaki Shōfujirō (佐々木 少輔次郎), der angeblich ein Waffenmeister war, und brachte es seinem Enkel Sukenao bei. Darüber hinaus soll Sukenao die Zusammensetzung des Schießpulvers und die Schusshaltung auf der Grundlage eines Traums entwickelt haben, den er beim Besuch des Tempels Chion-ji (智恩寺) in der heimatlichen Stadt Miyazu hatte. Mit diesen Kenntnissen wurde er Gründer „Inatomi-Richtung der Schießkunst“ (砲術の稲富流, Hōjutsu no Inatomi-ryū).
Es ist bekannt, dass er während des Keichō-Krieges (1597) als Mitglied der Armee von Hosokawa Tadaoki das Meer nach Korea überquerte und an der Seite von Katō Kiyomasa eine aktive Rolle in der „Schlacht von Ulsan“ (蔚山籠城戦) spielte. Während der Schlacht von Sekigahara im Jahr 1600 wurde ihm von Hosokawa befohlen, der zum Kampf gegen die Uesugi (上杉) aufbrach, sein Anwesen zu bewachen. Das gelang ihm aber nicht, auch den dazu eingesetzten Ogasawara Shōsei (小笠原 松斎) und Kawakita Iwanami (河喜多 石見) nicht. Sie und die zu beschützenden Frauen, darunter Hosokawas Frau Gracia, nahmen sich das Leben.
Sukenao floh und wurde von Hosokawa verfolgt. Er wurde vorerst von Ii Naomasa (1561–1502), einem Schüler des Schießsports, beschützt, bat dann Asano Yoshinaga (浅野幸長を介) um Schutz, der ihm jedoch nicht gewährt wurde. Tokugawa Ieyasu unterstützte ihn, so dass er dessen Söhne Matsudaira Tadayoshi (1580–1607) und Tokugawa Yoshinao (徳川 義直; 1600–1650) in die Schießkunst einführen konnte.
Ungefähr zu dieser Zeit verließ Sukenao seine Familie und nannte sich „Ichimu“. Er war weiterhin lehrend und organisierend aktiv. Ein Beispiel ist die Organisation der „Kunitomo-Schmiedegruppe“ (国友鍛冶集団, Kunitomo kaji shūdan) in der Provinz Ōmi als Büchsenmacher des Shogunats. Er brachte Anfängern offen die Geheimnisse der Büchsenmacherei bei und hinterließ ein handgeschriebenes Buch, das als das erste Buch über das Schießen in Japan gilt.